# Kuźnica Czeszycka
Kuźnica Czeszycka – wieś w Polsce położona w województwie dolnośląskim, w powiecie milickim, w gminie Krośnice.

## Podział administracyjny
W latach 1945–1954 siedziba gminy Kuźnica Czeszycka. W latach 1954–1972 wieś należała i była siedzibą władz gromady Kuźnica Czeszycka. W latach 1975–1998 miejscowość administracyjnie należała do województwa wrocławskiego.

## Nazwa
Występuje również wariant nazewniczy Kuźnica Cieszycka.

## Zabytki
Do wojewódzkiego rejestru zabytków wpisany jest:
- kościół parafialny pw. św. Jana Chrzciciela, z lat 1789-1790